# Tokyo Tapes
Tokyo Tapes ist nach der Veröffentlichung von fünf Studioalben das erste Live-Album der deutschen Hard-Rock-Band Scorpions, welches 1978 in Europa und im Februar 1979 in den USA veröffentlicht wurde. Die Aufnahmen entstanden während der Taken-by-Force-Tournee bei den letzten Shows mit Lead-Gitarrist Uli Jon Roth vor seinem Ausstieg aus der Band, den er bereits nach Veröffentlichung des Taken by Force-Albums angekündigt hatte.

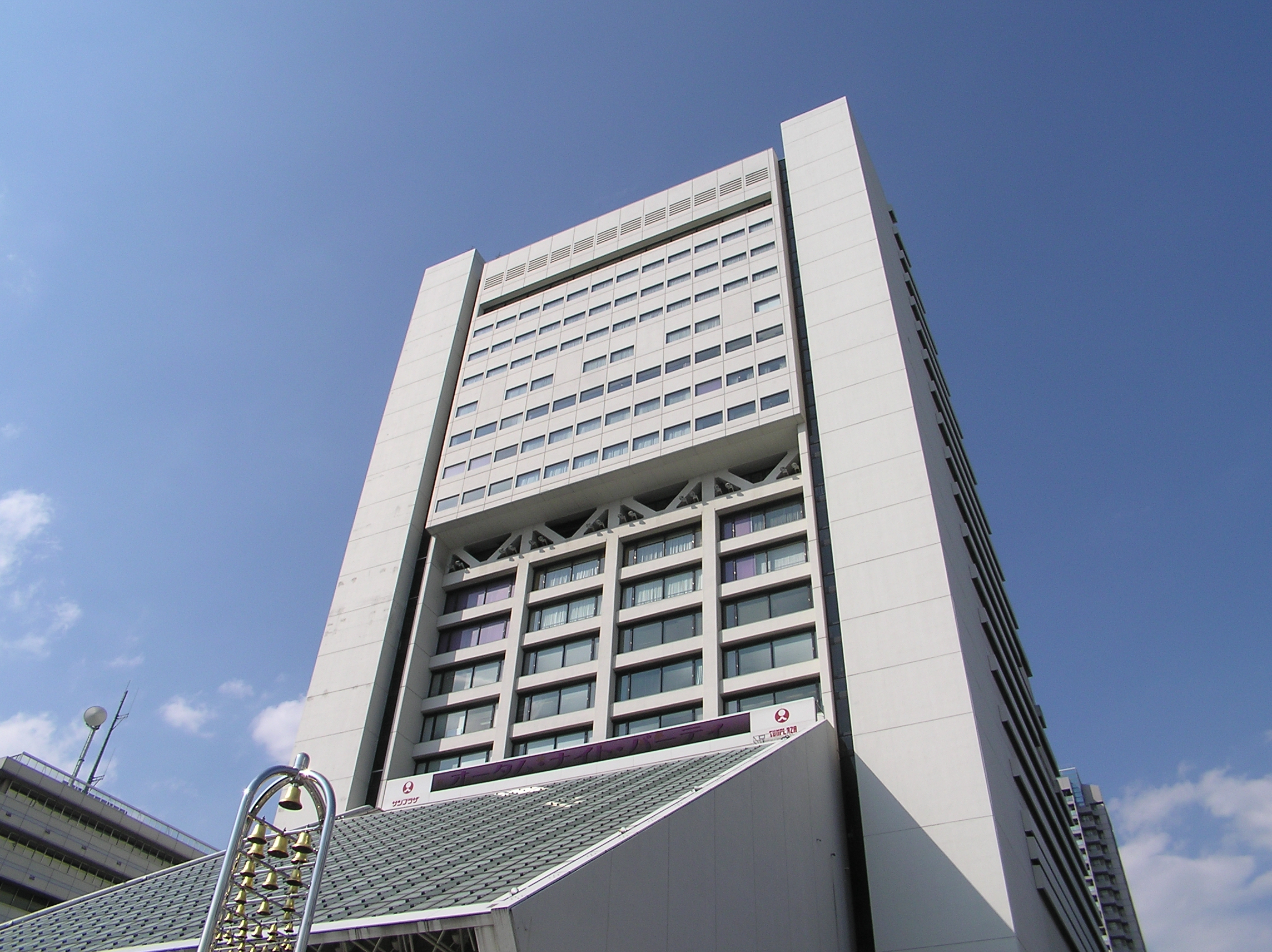
Das Album wurde in der Sun Plaza Hall in der japanischen Hauptstadt Tokio aufgezeichnet (2003)

## Hintergrund
Das Album wurde aus Aufnahmen der Konzerte am 24. und 27. April 1978 in der Sun Plaza Hall in Tokyo, Japan zusammengestellt. Insgesamt absolvierte die Band bei dieser Tournee u. a. noch Konzerte in den japanischen Städten Nagoya und Osaka. Sänger Klaus Meine: „Das Gekreische und Gejohle war unglaublich. Es war der totale Starrummel. Vor der Flughafenhalle standen riesige Straßenkreuzer für uns parat, und die Fans winkten und tobten und fuhren in ihren Wagen neben uns her.“ „Sie behandelten uns wie Superstars, wir konnten das kaum glauben“, ergänzte Rudolf Schenker im Billboard-Magazin, „es war so ein bisschen wie der Empfang der den Beatles 14 Jahre zuvor bereitet worden war, als sie zum ersten Mal nach New York kamen.“ Gitarrist Roth sagte zu dem Album aus, dass von den drei dort gespielten Konzerten das erste „bedauerlicherweise“ nicht aufgezeichnet wurde, es war aber seiner Meinung nach das mit Abstand beste Konzert gewesen, jedoch sei laut seiner Ansicht das zweite auch gut gewesen. Außerdem meint er, dass die Gitarre auf diesem Album nicht laut genug zu hören sei. Bei diesen Auftritten wurden auch die Songs Hell Cat, Catch Your Train (beide vom Virgin Killer-Album) sowie die japanische Nationalhymne Kimi ga yo gespielt, die jedoch nicht auf dem offiziellen Album vertreten sind. In Asien erschien das Album mit einem anderen Cover, welches das eigentliche Cover auf dem Rudolf Schenker (links) und Francis Buchholz (rechts) „live“ in Aktion zu sehen sind, durch ein dunkleres Cover mit einer roten Rose ersetzt. Das offizielle Coverartwork wurde von Hans G. Lehmann gestaltet.

## Titelauswahl
Die Titelauswahl des Albums berücksichtigt alle fünf bis dahin erschienen Studio-Alben, wobei das erste Album Lonesome Crow (1972) mit nur einem Titel (In Search of the Peace of Mind) am wenigsten, das Album In Trance (1975) mit vier Liedern am häufigsten vertreten ist. Von Virgin Killer (1976) und dem zu dieser Zeit aktuellem Album Taken by Force (1977) sind jeweils drei, von Fly to the Rainbow (1974) zwei Songs auf dem Album. Berücksichtigt man die Lieder, die zwar während der aufgezeichneten Auftritte gespielt, jedoch nicht für dieses Album verwendet worden, dann wäre Virgin Killer mit fünf Songs das dominanteste Studioalbum auf der Titelliste von Tokyo Tapes. Suspender Love war 1977 eine Single-B-Seite und erschien auf der „50th Anniversary Deluxe Edition“ von Taken by Force. Die Band spielt auch einige Songs, die auf keinem Studioalbum zu finden sind. So ist der Eröffnungstitel All Night Long ein neu geschriebener Song, der nur auf diesem Album (und auf einer Single) zu haben ist. Des Weiteren „neu“ sind die Coverversionen der Rock-’n’-Roll-Klassiker Hound Dog und Long Tall Sally sowie das japanische Lied Kojo no Tsuki.

## Kritik, Verkauf und Auszeichnungen
Der Musikexpress urteilte: „Total ausgeklingt sind sie an sich nur auf der Bühne, wenn die Elektrizität von der Gitarre zum Verstärker, vom Musiker zum Fan überschlägt.“
Weltweit wurden von dem Album bis heute über zwei Millionen Exemplare verkauft.

## Titelliste

### Doppel-Album
LP 1 / Disc 1
- 1. All Night Long – 3:44
- 2. Pictured Life – 3:12
- 3. Backstage Queen – 3:44
- 4. Polar Nights – 6:43
- 5. In Trance – 5:25
- 6. We’ll Burn the Sky – 8:07
- 7. Suspender Love – 3:38
- 8. In Search of the Peace of Mind – 3:02
- 9. Fly to the Rainbow – 9:39

LP 2 / Disc 2
- 1. He’s a Woman, She’s a Man – 5:22
- 2. Speedy’s Coming – 3:40
- 3. Top of the Bill – 6:45
- 4. Hound Dog – 1:14
- 5. Long Tall Sally – 2:50
- 6. Steamrock Fever – 3:41
- 7. Dark Lady – 4:18
- 8. Kojo no tsuki – 3:35
- 9. Robot Man – 5:47

### Einzel-CD (Remastered)
Am 24. August 2001 wurde das Album zusammen mit mehreren älteren Scorpions-Werken in einer remasterten Edition herausgebracht, bei der aus dem ursprünglichen Doppelalbum eine Einzel-CD gemacht wurde. Da die Länge der ursprünglichen Version die Kapazität einer einzelnen CD überschreitet, wurde die fast siebenminütige Liveversion der Uli-Jon-Roth-Komposition Polar Nights – ursprünglich der vierte Titel des Albums – auf der Einzel-CD herausgenommen. Diese Aufnahme wurde dabei als Bonus-Track auf die zeitgleich veröffentlichte Neuausgabe des Albums Taken by Force übertragen. Demnach sieht die Titelliste dieser CD-Ausgabe wie folgt aus:
- 1. All Night Long – 3:44
- 2. Pictured Life – 3:12
- 3. Backstage Queen – 3:44
- 4. In Trance – 5:25
- 5. We’ll Burn the Sky – 8:07
- 6. Suspender Love – 3:38
- 7. In Search of the Peace of Mind – 3:02
- 8. Fly to the Rainbow – 9:39
- 9. He’s a Woman – She’s a Man – 5:22
- 10. Speedy’s Coming – 3:40
- 11. Top of the Bill – 6:45
- 12. Hound Dog – 1:14
- 13. Long Tall Sally – 2:50
- 14. Steamrock Fever – 3:41
- 15. Dark Lady – 4:18
- 16. Kojo no tsuki – 3:35
- 17. Robot Man – 5:47

### 50th Anniversary Deluxe Edition - CD/LP
2015 wurde das Album zum 50-jährigen Jubiläum der Scorpions in einer Deluxe Edition als CD und LP herausgebracht. Bei der LP sind die CDs zusätzlich enthalten.
Hier ist Polar Nights auf der CD enthalten. Stattdessen wurde der letzte Titel Robot Man auf die Bonus-CD verschoben. Auf der LP sind alle Titel enthalten.
Gegenüber der Original-LP von 1978 und auch der Remastered CD von 2001 haben diverse Titel eine minimal andere Laufzeit, auch auf der LP.
- 1. All Night Long – 3:43
- 2. Pictured Life – 3:13
- 3. Backstage Queen – 3:40
- 4. Polar Nights – 7:01
- 5. In Trance – 5:27
- 6. We’ll Burn the Sky – 8:07
- 7. Suspender Love – 3:41
- 8. In Search of the Peace of Mind – 3:02
- 9. Fly to the Rainbow – 9:38
- 10. He’s a Woman – She’s a Man – 5:22
- 11. Speedy’s Coming – 3:39
- 12. Top of the Bill – 6:47
- 13. Hound Dog – 1:14
- 14. Long Tall Sally – 2:50
- 15. Steamrock Fever – 3:41
- 16. Dark Lady – 4:38
- 17. Kojo no tsuki – 3:18

### 50th Anniversary Deluxe Edition - Bonustracks
- 1. Robot Man – 5:49

- 2. Hell Cat (Unreleased Live Track) (Japan 1978) – 9:45
- 3. Catch Your Train (Unreleased Live Track) (Japan 78) – 3:51
- 4. Kimi Ga Yo (Unreleased Japanese Hymn 78) – 1:30
- 5. Polar Nights (Unreleased Live Track) (Japan 78) – 7:30
- 6. He’s A Woman She’s A Man (Unreleased Live Track) (Japan 78) – 6:04
- 7. Top Of The Bill (Unreleased Live Track) (Japan 78) – 10:46
- 8. Robot Man (Unreleased Live Track) (Japan 79) – 6:49

## Single-Auskopplungen
Das neu auf diesem Album präsentierte Lied All Night Long wurde 1979 zusammen mit den Live-Versionen von Fly to the Rainbow, Speedy's Coming und In Trance als Single veröffentlicht.

## Ergänzende Live-Aufnahmen
Das sonst nur auf diesem Live-Album enthaltene Cover Long Tall Sally ist auch auf dem USB-Stick A Night to Remember – Live in Essen (2009) in einer etwas ausgedehnteren Version enthalten.